# Fischerberg (Oberpfälzer Wald)
Der Fischerberg ist ein 633 m ü. NHN hoher Berg im Naturpark Nördlicher Oberpfälzer Wald in Bayern.
Auf dem Gipfel befindet sich der Vierlingsturm, ein 25 Meter hoher Aussichtsturm, der in Kombination mit der Gaststätte Strobelhütte ein Ausflugsziel für Wanderungen bietet.

## Lage
Der Fischerberg befindet sich zwischen den Orten Letzau, der zur Gemeinde Theisseil gehört, und Tröglersricht (OT von Weiden). Durch das Hölltal, in dem die Orte Ober-, Mitter- und Unterhöll liegen, wird der Fischerberg von Heiligdreifaltigkeitsberg (631 m) bei Muglhof getrennt. Die nördliche Grenze bildet das Tal des Almesbachs, in dem das Pfadfinderheim „Blockhütte“ liegt und durch das die Staatsstraße 2166 verläuft. Am Gipfel des Berges steht die Strobelhütte, welche 1947 durch einen ausrangierten Bahnwagon entstand, der zuerst als Unterstand diente. Mit 636 Metern liegt die nur 3 Meter höhere Geißleite einen Kilometer nordöstlich des Fischerbergs und bildet mit diesem ein Bergmassiv. Oft wird dieser sowie die nördlich der Staatsstraße 2166 gelegenen Hügel auch als Fischerberg bezeichnet.

## Wanderwege
Da der Fischerberg nahe der Stadt Weiden liegt und er mit Vierlingsturm und Strobelhütte somit ein beliebtes Ausflugsziel bietet, gibt es viele Wanderwege. Die meisten verlaufen vom Stadtrand Weidens über Tröglersricht (beziehungsweise Zollhaus) und von dort auf schmalen Pfaden zum Gipfel. Mit dem Goldsteig und dem gleich verlaufenden Burgenweg gibt es gleich zwei Fernwanderwege auf dem Fischerberg. Beide kommen von Nordosten zum Gipfel und von dort über den Wappenstein nach Oberhöll.